# (6079) Gerokurat
(6079) Gerokurat es un asteroide perteneciente al cinturón exterior de asteroides, región del sistema solar que se encuentra entre las órbitas de Marte y Júpiter, más concretamente a la familia de Ursula, descubierto el 28 de febrero de 1981 por Schelte John Bus desde el Observatorio de Siding Spring, Nueva Gales del Sur, Australia.

## Designación y nombre
Designado provisionalmente como 1981 DG3. Fue nombrado Gerokurat en homenaje a Gero Kurat, conservador de la colección de meteoritos del Museo de Historia Natural de Viena, y presidente de la Sociedad Meteorítica. Sus ideas provocativas sobre el origen de los meteoritos han hecho que los científicos cuestionen paradigmas básicos sobre el origen de nuestro sistema solar.

## Características orbitales
Gerokurat está situado a una distancia media del Sol de 3,206 ua, pudiendo alejarse hasta 3,448 ua y acercarse hasta 2,964 ua. Su excentricidad es 0,075 y la inclinación orbital 15,18 grados. Emplea 2097,27 días en completar una órbita alrededor del Sol.

## Características físicas
La magnitud absoluta de Gerokurat es 12,2. Tiene 21,964 km de diámetro y su albedo se estima en 0,053. 